# Masa-Yards
Masa-Yards Oy var ett finländskt varvsföretag, som bildades efter Wärtsilä Marinindustris konkurs hösten 1989 för att rädda tillverkningen vid de två största nybyggnadsvarven inom Wärtsilä Marinindustri: Sandvikenvarvet i Helsingfors och Pernovarvet i Åbo.
Intressenter i Masa-Yards var den finländska staten, Föreningsbanken i Finland och rederier som hade påbörjade fartygsbyggen på de båda varven. Bakom organiserandet av räddningsoperationen stod Martin Saarikangas, som bland annat varit hög chef inom Wärtsilä och chef för Sandvikenvarvet 1981–1985. Namnet på det nya varvsbolaget är också bildat efter de första två bokstäverna hans för- och efternamn. Han blev också vd. Tanken var att bolaget skulle sköta driften under en begränsad period.
En viktig person i räddningsaktionen efter Wärtsilä Marindustris konkurs var grundaren av och chefen för Carnival Cruise Lines Ted Arison (1924–1999). Carnival Cruise Lines hade vid denna placerat en order hos Wärtsilä Marinindustri på ett 261 meter långt 70.000 tons kryssningsfartyg på Sandvikenvarvet, med option på två systerfartyg (åtta fartyg byggdes sammanlagt till 1998). Direkt efter konkursen tog Martin Saarikangas kontakt med Ted Arison, som direkt flög till Finland för möten med långivare och andra intressenter, varefter det nya bolaget Helsinki New Shipyard bildades. Ett liknande arrangemang för Pernovarvet organiserades under namnet Turku New Shipyard, och bägge skeppsvarven organiserades i det nya bolaget Masa-Yards i november 1987.
Masa-Yards köptes av norska Kvaerner ASA 1991. Martin Saarikangas ledde Masa-Yards Oy och Kvaerner Masa-Yards Oy fram till 2001, från 1998 också som koncernchef för Kvaerner ASA:s hela varvsgrupp.

## Tillverkade fartyg i urval 1989–1991
- M/S Silja Serenade för Silja Line, Åbo 1990
- M/S Carnival Fantasy för Carnival Cruise Lines, Helsingfors 1990
- M/S Silja Symphony för Silja Line, Åbo 1991
- M/S Carnival Ecstasy för Carnival Cruise Lines, Helsingfors, 1991

## Bildgalleri

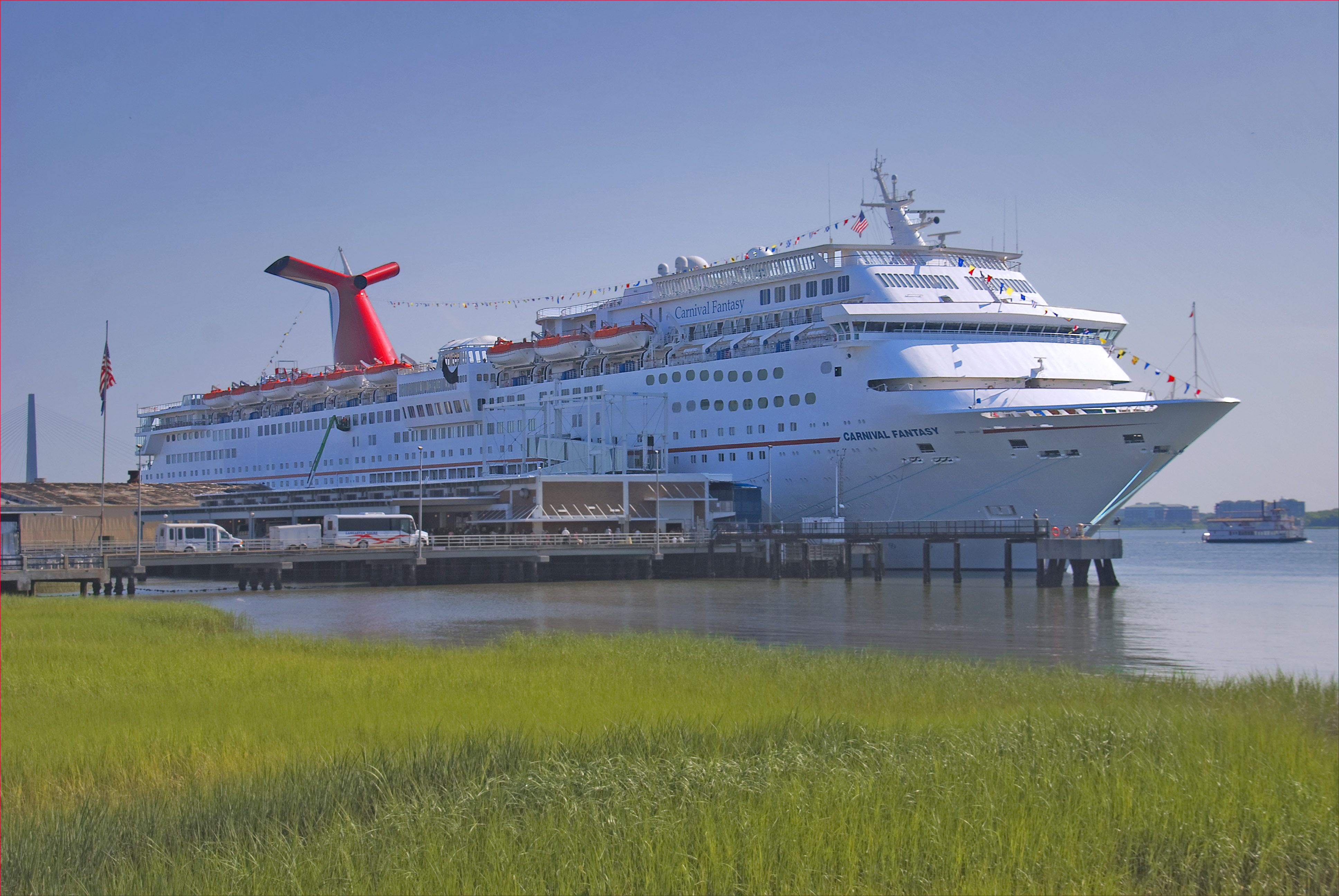
M/S Carnival Fantasy i Charleston i USA, 2012
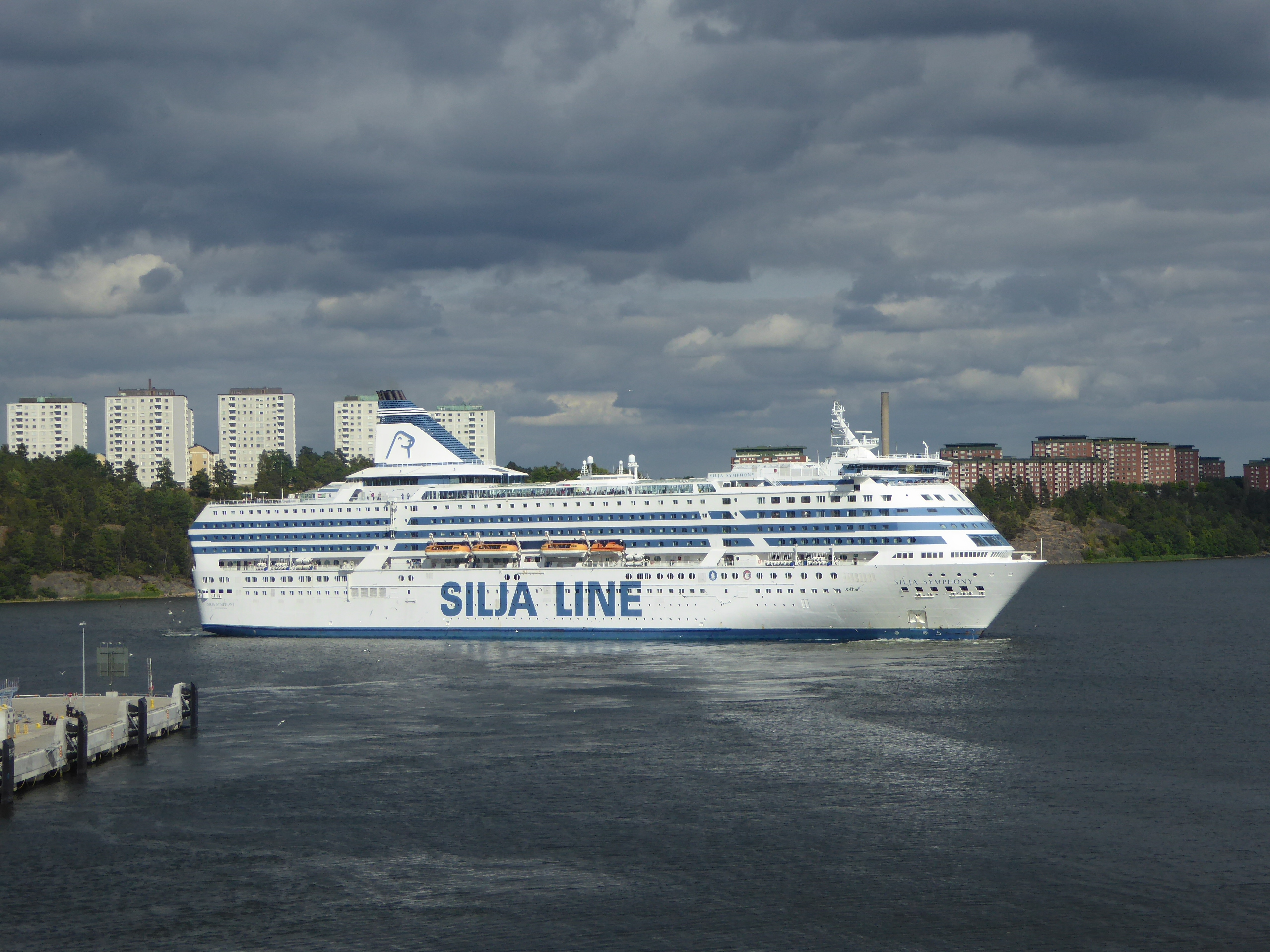
M/S Silja Symphony i Värtan i Stockholm, 2018
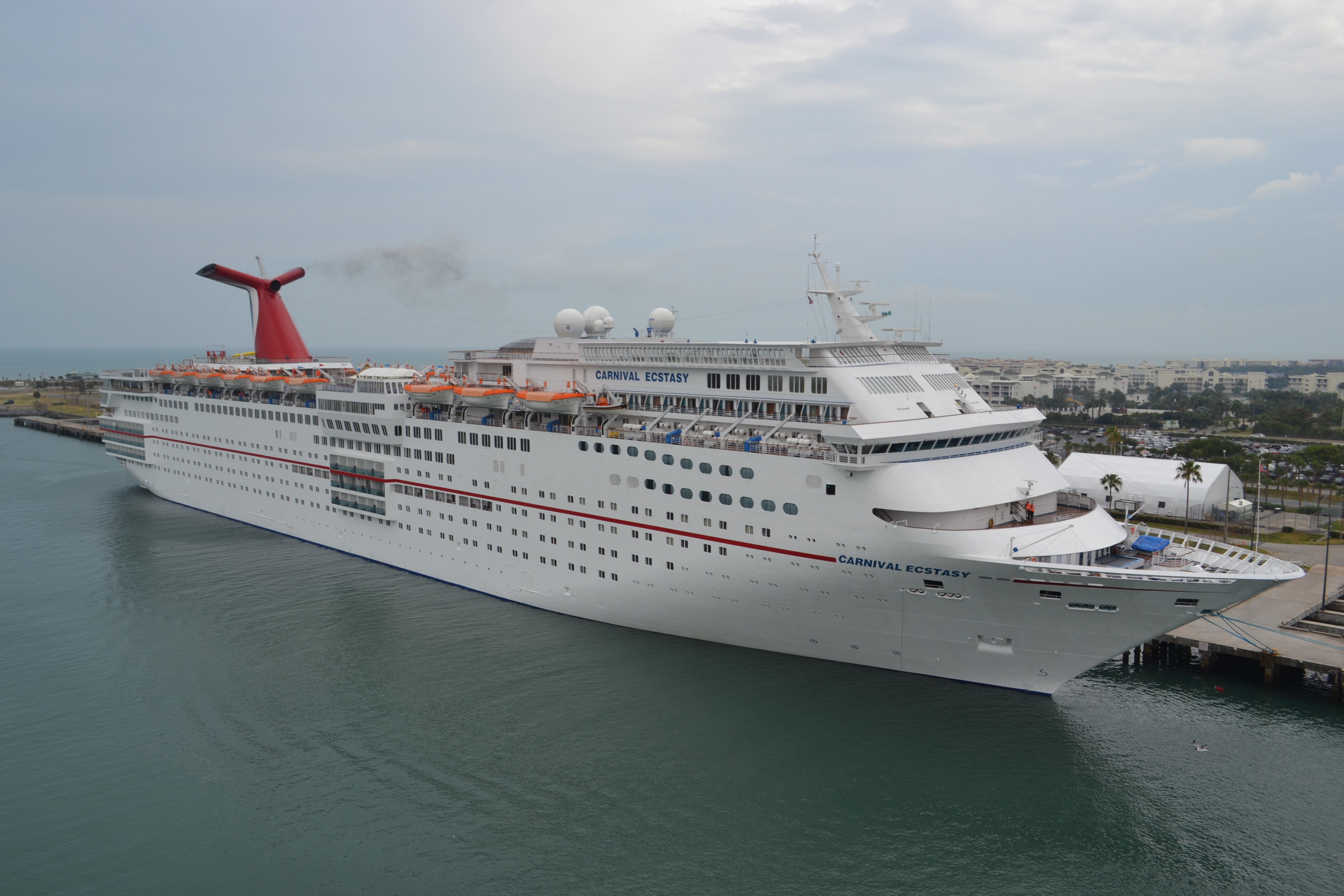
M/S Carnival Ecstasy i Port Canaveral i Florida i USA